# Central Hockey League 1933/34
Die Saison 1933/34 war die dritte reguläre Saison der Central Hockey League (CHL). Meister wurden die Minneapolis Millers.

## Teamänderungen
- Die Hibbing Maroons änderten ihren Namen in Hibbing Miners.
- Die Duluth Hornets wurden als Expansionsteam in die Liga aufgenommen.

## Modus
In der regulären Saison absolvierten die fünf Mannschaften jeweils 44 Spiele. Für einen Sieg erhielt jede Mannschaft zwei Punkte, bei einem Unentschieden einen Punkt und bei einer Niederlage null Punkte.

## Tabelle
Abkürzungen: GP = Spiele, W = Siege, L = Niederlagen, T = Unentschieden, GF = Erzielte Tore, GA = Gegentore, Pts = Punkte
|                     | GP | W  | L  | T | GF  | GA  | Pts |
| ------------------- | -- | -- | -- | - | --- | --- | --- |
| Minneapolis Millers | 44 | 28 | 11 | 5 | 129 | 86  | 56  |
| Eveleth Rangers     | 44 | 26 | 14 | 4 | 129 | 86  | 56  |
| Hibbing Miners      | 44 | 22 | 18 | 4 | 129 | 119 | 44  |
| St. Paul Saints     | 44 | 12 | 30 | 2 | 86  | 125 | 24  |
| Duluth Hornets      | 44 | 12 | 27 | 5 | 79  | 119 | 24  |